# Ansonia spinulifer
Ansonia spinulifer är en groddjursart som först beskrevs av François Mocquard 1890.  Ansonia spinulifer ingår i släktet Ansonia och familjen paddor. IUCN kategoriserar arten globalt som nära hotad. Inga underarter finns listade i Catalogue of Life.